# Harumi Nemoto
Harumi Nemoto (根本はるみ, Nemoto Harumi) es una actriz, y gravure idol japonesa, activa en la década del 2000. (n. 28 de julio de 1980 en la Prefectura de Chiba, Japón). Es conocida por tener unos grandes senos naturales.

### Biografía
Nemoto debutó en la agencia de talentos "Yellow Cab" en el año 2001, luego de enviar una solicitud para convertirse en una modelo de glamour. Ahí fue entrevistada por el empresario Noda Yoshinaru. Este, impresionado por su cuerpo atlético y su tamaño de pechos naturales, le ofreció un contrato con la agencia.
En 2002 lanzó su primer vídeo huecograbado titulado: "HAL". A este le siguieron en los años posteriores múltiples vídeos gravure, así como varios Photobooks.
En abril de 2003 fue seleccionada como una de las cuatro modelos de portada, del juego de simulación fotográfica: "Motion Gravure", junto a: Tomomi Kitagawa, Hiroko Mori y Megumi. Estrenado en la consola PlayStation 2.
En el año 2006 viajó a Australia para perfeccionar su inglés y allí residió tres años. Durante 2007 liberaría sus últimos vídeos eróticos. Asimismo, comenzó alternar con sus actividades como nutricionista.

## Retiro y vida personal
En el año 2009 regresó a Japón y comentó a la prensa que tenía intención de volver al modelaje. Sin embargo en septiembre de 2010 anunció que contraería nupcias y se retiraba del mundo del espectáculo. Actualmente se encuentra residiendo en Hawái.

### Filmografía como modelo
- HAL (2002)
- treasure vol.6 根本はるみ「mermaid」 (2002)
- Typhoon (2002)
- Nemo Nemo (2003)
- Splash Girls The Best Bomber Girls!! (2003)
- OASIS (2003)
- R#シリーズ 305 根本はるみ SHOCKING MERMAID (2003)
- バーチャル・ビュー 根本はるみ 「ザ・インサイド」 (2003)
- 根本はるみ 「テレ朝エンジェルアイ 2003」  (2003)
- Beauty Beast (2003)
- 根本はるみと家族プレイ (2003)
- DVDマガジン First Impression Vol.1 (2004)
- 根本はるみ (2004)
- SILKY COLLECTION「Se-女2 (2004)
- X-BODY (2005)
- HaruMIX (2005)
- Special DVD-BOX (2005)
- SURF GIRL (2007)
- 神秘と癒しのハワイ島 〜根本はるみ アロハとマナを求めて〜 (2008)

### PhotoBooks
- MARVELOUS (2002)
- Yellow (2002)
- 103センチメンタル (2002)
- ポケットに根本はるみ (2003)
- 根本はるみビジュアルムック+3P (2003)
- i(YC photo book) (2003)
- SWEET NEMOTION (2003)
- Surprise―根本はるみ&R.CT写真集 (2003)
- Nemoブラ (2003)
- 根本はるみのラブテクニック 巨乳恋愛講座 (2003)
- N2 (2004)